# معركة الرمادي (2006)
وقعت معركة الرمادي (التي يشار إليها أحيانا باسم معركة الرمادي الثانية) خلال حرب العراق في الفترة الممتدة من أبريل 2006 إلى نوفمبر 2006 للسيطرة على مدينة الرمادي، عاصمة محافظة الأنبار في غرب العراق.

## خلفية
منذ سقوط الفلوجة في عام 2004، أصبحت الرمادي مركز المقاومة العراقية في العراق. وأعلن تنظيم دولة العراق الإسلامية المدينة عاصمة لها. تقع مدينة الرمادي على بعد 110 كيلومتر غرب بغداد، وكانت خارج سيطرة القوات الأمريكية بإستثناء بعض الأماكن النائية التي أقامت فيها قوات المارينز قواعد عسكرية.